# Quincy (Wisconsin)
Quincy es un pueblo ubicado en el condado de Adams en el estado estadounidense de Wisconsin. En el Censo de 2010 tenía una población de 1.163 habitantes y una densidad poblacional de 11,33 personas por km².

## Geografía
Quincy se encuentra ubicado en las coordenadas 43°53′21″N 89°54′53″O / 43.88917, -89.91472. Según la Oficina del Censo de los Estados Unidos, Quincy tiene una superficie total de 102.62 km², de la cual 83.97 km² corresponden a tierra firme y (18.17%) 18.64 km² es agua.

## Demografía
Según el censo de 2010, había 1.163 personas residiendo en Quincy. La densidad de población era de 11,33 hab./km². De los 1.163 habitantes, Quincy estaba compuesto por el 98.11% blancos, el 0.34% eran afroamericanos, el 0.17% eran amerindios, el 0.17% eran asiáticos, el 0% eran isleños del Pacífico, el 0.43% eran de otras razas y el 0.77% pertenecían a dos o más razas. Del total de la población el 1.12% eran hispanos o latinos de cualquier raza.